# Parachelifer persimilis
Espèce
Synonymes
- Chelifer persimilis Banks, 1909

Parachelifer persimilis est une espèce de pseudoscorpions de la famille des Cheliferidae.

## Distribution
Cette espèce se rencontre aux États-Unis au Nouveau-Mexique, en Arizona, au Nevada, au Colorado, en Utah, au Nebraska, au Dakota du Sud au Montana et en Oregon et au Mexique.

## Publication originale
- Banks, 1909 : New Pseudoscorpionida. Canadian Entomologist, vol. 41, p. 303-307 (texte intégral).